# Kandaghin
Kandaghin est une commune située dans le département de Soudougui de la province de Koulpélogo dans la région du Centre-Est au Burkina Faso.